# هامبورگ-نورد
هامبورگ-نورد (به آلمانی: Bezirk Hamburg-Nord) یک منطقهٔ مسکونی در آلمان است که در هامبورگ واقع شده‌است. هامبورگ-نورد  ۲۸۰٬۲۲۹ نفر جمعیت دارد.